# Suíça na Copa do Mundo FIFA de 2010
A Seleção Suíça de Futebol participou pela nona vez da Copa do Mundo FIFA. AA equipe havia sido sorteada no grupo 2 das eliminatórias europeias para a Copa do Mundo FIFA de 2010, onde enfrentou as seleções da Grécia, Letônia, Israel, Luxemburgo e Moldávia, classificando-se em primeiro lugar, com 60% de aproveitamento.
Na Copa, foi sorteada no grupo H, onde viria a enfrentar a Espanha, Chile e Honduras. Surpreendendo aos críticos, estreou com vitória em cima da Espanha, que viria a ser campeã da competição, por 1 x 0, foi derrotada pelo Chile (1 x 0), e, em seguida, empatou com Honduras (0 x 0). Apesar da vitória sobre a que até então era a grande favorita ao título, com seus 4 pontos ficou na 3ª colocação, não se classificando para a segunda fase da Copa.
Mesmo com a 19ª colocação, os helvécios tiveram um motivo para se orgulhar, pois registraram a marca de 525 minutos sem levar gols em Copas, já que na Copa do Mundo de 2006, a seleção foi eliminada invicta, vencendo dois jogos e empatando outros dois por 0 x 0, fechando esta marca na derrota contra o Chile. Com esses minutos, superaram o antigo recorde de 517 min pertencente à Itália na Copa de 1990.

## Eliminatórias
A Suíça ficou no grupo 2 das eliminatórias europeias para a Copa, onde disputou vaga com a Grécia, Letônia, Israel, Luxemburgo e Moldávia. Ficou na primeira colocação, com 6 vitórias, 3 empates e 1 derrota, garantindo assim, diretamente, uma vaga na Copa do Mundo.

### Tabela de Classificação
| Equipe     | Pts. | J  | V | E | D | GP | GC | SG  |
| ---------- | ---- | -- | - | - | - | -- | -- | --- |
| Suíça      | 21   | 10 | 6 | 3 | 1 | 18 | 8  | 10  |
| Grécia     | 20   | 10 | 6 | 2 | 2 | 20 | 10 | 10  |
| Letónia    | 17   | 10 | 5 | 2 | 3 | 18 | 15 | 13  |
| Israel     | 16   | 10 | 4 | 4 | 2 | 20 | 10 | 10  |
| Luxemburgo | 5    | 10 | 1 | 2 | 7 | 4  | 25 | -21 |
| Moldávia   | 3    | 10 | 0 | 3 | 7 | 6  | 18 | -12 |

| L\V        | Grécia | Israel | Suíça | Moldávia | Letónia | Luxemburgo |
| Grécia     |        | 2:1    | 1:2   | 3:0      | 5:2     | 2:1        |
| Israel     | 1:1    |        | 2:2   | 3:1      | 0:1     | 7:0        |
| Suíça      | 2:0    | 0:0    |       | 2:0      | 2:1     | 1:2        |
| Moldávia   | 1:1    | 1:2    | 0:2   |          | 1:2     | 0:2        |
| Letónia    | 0:2    | 1:1    | 2:2   | 3:2      |         | 2:0        |
| Luxemburgo | 0:3    | 1:3    | 0:3   | 0:0      | 0:4     |            |

## Escalação
| Número / Nome  | Número / Nome        | Clube                     | Jogos (gols)1 | Data Nasc.                        | J        | Gols     | Penalizado com cartão amarelo | Expulso  |
| Goleiros       | Goleiros             | Goleiros                  | Goleiros      | Goleiros                          | Goleiros | Goleiros | Goleiros                      | Goleiros |
| -------------- | -------------------- | ------------------------- | ------------- | --------------------------------- | -------- | -------- | ----------------------------- | -------- |
| 1              | Diego Benaglio       | VfL Wolfsburg             | 30 (0)        | 8 de setembro de 1983 (41 anos)   | 3        | 0        | 1                             | 0        |
| 12             | Marco Wölfli         | BSC Young Boys            | 5 (0)         | 22 de agosto de 1982 (42 anos)    | 0        | 0        | 0                             | 0        |
| 21             | Johnny Leoni         | FC Zürich                 | 0 (0)         | 30 de junho de 1984 (40 anos)     | 0        | 0        | 0                             | 0        |
| Defensores     |                      |                           |               |                                   |          |          |                               |          |
| 2              | Stephan Lichtsteiner | SS Lazio                  | 31 (0)        | 16 de janeiro de 1984 (41 anos)   | 3        | 0        | 0                             | 0        |
| 3              | Ludovic Magnin       | FC Zürich                 | 63 (3)        | 20 de abril de 1979 (45 anos)     | 0        | 0        | 0                             | 0        |
| 4              | Philippe Senderos    | Fulham FC                 | 41 (5)        | 14 de fevereiro de 1985 (40 anos) | 1        | 0        | 0                             | 0        |
| 5              | Steve von Bergen     | Hertha BSC Berlin         | 14 (0)        | 10 de junho de 1983 (41 anos)     | 3        | 0        | 0                             | 0        |
| 13             | Stéphane Grichting   | AJ Auxerre                | 38 (1)        | 30 de março de 1979 (45 anos)     | 3        | 0        | 1                             | 0        |
| 17             | Reto Ziegler         | UC Sampdoria              | 15 (1)        | 16 de janeiro de 1986 (39 anos)   | 3        | 0        | 1                             | 0        |
| 22             | Mario Eggimann       | Hannover 96               | 9 (0)         | 24 de janeiro de 1981 (44 anos)   | 1        | 0        | 0                             | 0        |
| Meio-campistas |                      |                           |               |                                   |          |          |                               |          |
| 6              | Benjamin Huggel      | FC Basel                  | 41 (2)        | 7 de julho de 1977 (47 anos)      | 3        | 0        | 0                             | 0        |
| 7              | Tranquillo Barnetta  | Bayer 04 Leverkusen       | 55 (6)        | 22 de maio de 1985 (39 anos)      | 3        | 0        | 1                             | 0        |
| 8              | Gökhan Inler         | Udinese C                 | 39 (2)        | 27 de julho de 1984 (40 anos)     | 3        | 0        | 1                             | 0        |
| 11             | Valon Behrami        | West Ham United FC        | 28 (2)        | 19 de abril de 1985 (39 anos)     | 1        | 0        | 0                             | 1        |
| 14             | Marco Padalino       | UC Sampdoria              | 7 (1)         | 8 de dezembro de 1983 (41 anos)   | 0        | 0        | 0                             | 0        |
| 15             | Hakan Yakin          | FC Luzern                 | 83 (20)       | 22 de fevereiro de 1977 (48 anos) | 2        | 0        | 1                             | 0        |
| 16             | Gelson Fernandes     | AS de Saint-Étienne Loire | 27 (2)        | 2 de setembro de 1986 (38 anos)   | 3        | 1        | 1                             | 0        |
| 20             | Pirmin Schwegler     | Eintracht Frankfurt       | 3 (0)         | 9 de março de 1987 (38 anos)      | 0        | 0        | 0                             | 0        |
| 23             | Xherdan Shaqiri      | FC Basel                  | 3 (0)         | 10 de outubro de 1991 (33 anos)   | 1        | 0        | 0                             | 0        |
| Atacantes      |                      |                           |               |                                   |          |          |                               |          |
| 9              | Alexander Frei       | FC Basel                  | 77 (40)       | 15 de julho de 1979 (45 anos)     | 2        | 0        | 0                             | 0        |
| 10             | Blaise Nkufo         | Seattle Sounders FC       | 34 (7)        | 25 de maio de 1975 (49 anos)      | 3        | 0        | 1                             | 0        |
| 18             | Albert Bunjaku       | 1. FC Nürnberg            | 4 (0)         | 29 de novembro de 1983 (41 anos)  | 1        | 0        | 0                             | 0        |
| 19             | Eren Derdiyok        | Bayer 04 Leverkusen       | 21 (2)        | 12 de junho de 1988 (36 anos)     | 3        | 0        | 0                             | 0        |
| Treinador      |                      |                           |               |                                   |          |          |                               |          |
|                | Ottmar Hitzfeld      |                           |               | 12 de janeiro de 1949 (76 anos)   |          |          |                               |          |

Nota:
- 1 O número de jogos e gols se referem aos jogos pela seleção até 25 de junho de 2010.

## Primeira fase
| Pos | Equipe   | Pts | J | V | E | D | GP | GC | SG | Classificado      |
| --- | -------- | --- | - | - | - | - | -- | -- | -- | ----------------- |
| 1   | Espanha  | 6   | 3 | 2 | 0 | 1 | 4  | 2  | +2 | Fase eliminatória |
| 2   | Chile    | 6   | 3 | 2 | 0 | 1 | 3  | 2  | +1 | Fase eliminatória |
| 3   | Suíça    | 4   | 3 | 1 | 1 | 1 | 1  | 1  | 0  | Eliminado         |
| 4   | Honduras | 1   | 3 | 0 | 1 | 2 | 0  | 3  | −3 | Eliminado         |

### Espanha – Suíça
| 16 de junho | Espanha | 0 – 1     | Suíça         | Moses Mabhida Stadium, Durban            |
| 16:00       |         | Relatório | Fernandes 52' | Público: 62 453 Árbitro: ENG Howard Webb |

| Espanha | Suíça |

| G                  | 1  | Iker Casillas   |  |     |
| LD                 | 15 | Sergio Ramos    |  |     |
| Z                  | 3  | Gerard Piqué    |  |     |
| Z                  | 5  | Carles Puyol    |  |     |
| LE                 | 11 | Joan Capdevila  |  |     |
| V                  | 8  | Xavi Hernández  |  |     |
| V                  | 14 | Xabi Alonso     |  |     |
| V                  | 16 | Sergio Busquets |  | 62' |
| M                  | 6  | Andrés Iniesta  |  | 77' |
| M                  | 21 | David Silva     |  | 62' |
| A                  | 7  | David Villa     |  |     |
| Substituições:     |    |                 |  |     |
| M                  | 22 | Jesús Navas     |  | 62' |
| A                  | 9  | Fernando Torres |  | 62' |
| A                  | 18 | Pedro Rodríguez |  | 77' |
| Treinador:         |    |                 |  |     |
| Vicente del Bosque |    |                 |  |     |

| G               | 1  | Diego Benaglio       | 90+2' |       |
| LD              | 2  | Stephan Lichtsteiner |       |       |
| Z               | 4  | Philippe Senderos    |       | 36'   |
| Z               | 13 | Stéphane Grichting   | 30'   |       |
| LE              | 17 | Reto Ziegler         | 73'   |       |
| V               | 7  | Tranquillo Barnetta  |       | 90+2' |
| V               | 8  | Gökhan Inler         |       |       |
| V               | 6  | Benjamin Huggel      |       |       |
| M               | 16 | Gelson Fernandes     |       |       |
| A               | 19 | Eren Derdiyok        |       | 79'   |
| A               | 10 | Blaise Nkufo         |       |       |
| Substituições:  |    |                      |       |       |
| Z               | 5  | Steve von Bergen     |       | 36'   |
| M               | 15 | Hakan Yakin          | 90+4' | 79'   |
| Z               | 22 | Mario Eggimann       |       | 90+2' |
| Treinador:      |    |                      |       |       |
| Ottmar Hitzfeld |    |                      |       |       |

Homem da partida
- Gelson Fernandes

### Chile – Suíça
| 21 de junho | Chile        | 1 – 0     | Suíça | Nelson Mandela Bay Stadium, Porto Elizabeth   |
| 16:00       | González 75' | Relatório |       | Público: 34 872 Árbitro: KSA Khalil Al Ghamdi |

| Chile | Suíça |

| G              | 1  | Claudio Bravo    |       |     |
| LD             | 4  | Mauricio Isla    |       |     |
| Z              | 3  | Waldo Ponce      | 25'   |     |
| Z              | 17 | Gary Medel       | 61'   |     |
| LE             | 18 | Gonzalo Jara     |       |     |
| V              | 6  | Carlos Carmona   | 22'   |     |
| V              | 8  | Arturo Vidal     |       | 46' |
| M              | 14 | Matías Fernández | 60'   | 65' |
| M              | 7  | Alexis Sánchez   |       |     |
| M              | 15 | Jean Beausejour  |       |     |
| A              | 9  | Humberto Suazo   | 2'    | 46' |
| Substituições: |    |                  |       |     |
| M              | 10 | Jorge Valdivia   | 90+2' | 46' |
| M              | 11 | Mark González    |       | 46' |
| A              | 22 | Esteban Paredes  |       | 65' |
| Treinador:     |    |                  |       |     |
| Marcelo Bielsa |    |                  |       |     |

| G               | 1  | Diego Benaglio       |     |     |
| LD              | 2  | Stephan Lichtsteiner |     |     |
| Z               | 5  | Steve von Bergen     |     |     |
| Z               | 13 | Stéphane Grichting   |     |     |
| LE              | 17 | Reto Ziegler         |     |     |
| V               | 8  | Gökhan Inler         | 60' |     |
| V               | 6  | Benjamin Huggel      |     |     |
| M               | 11 | Valon Behrami        | 31' |     |
| M               | 16 | Gelson Fernandes     |     | 77' |
| A               | 9  | Alexander Frei       |     | 42' |
| A               | 10 | Blaise Nkufo         | 18' | 68' |
| Substituições:  |    |                      |     |     |
| V               | 7  | Tranquillo Barnetta  | 48' | 42' |
| A               | 19 | Eren Derdiyok        |     | 68' |
| A               | 18 | Albert Bunjaku       |     | 77' |
| Treinador:      |    |                      |     |     |
| Ottmar Hitzfeld |    |                      |     |     |

Homem da partida
- Mark González

### Suíça – Honduras
| 25 de junho | Suíça | 0 – 0     | Honduras | Free State Stadium, Bloemfontein             |
| 20:30       |       | Relatório |          | Público: 28 042 Árbitro: ARG Héctor Baldassi |

| Suíça | Honduras |

| G               | 1  | Diego Benaglio       |     |     |
| LD              | 2  | Stephan Lichtsteiner |     |     |
| Z               | 5  | Steve von Bergen     |     |     |
| Z               | 13 | Stéphane Grichting   |     |     |
| LE              | 17 | Reto Ziegler         |     |     |
| M               | 6  | Benjamin Huggel      |     | 78' |
| M               | 8  | Gökhan Inler         |     |     |
| M               | 7  | Tranquillo Barnetta  |     |     |
| M               | 16 | Gelson Fernandes     | 34' | 46' |
| A               | 19 | Eren Derdiyok        |     |     |
| A               | 10 | Blaise Nkufo         |     | 69' |
| Substituições:  |    |                      |     |     |
| M               | 15 | Hakan Yakin          |     | 46' |
| A               | 9  | Alexander Frei       |     | 69' |
| M               | 23 | Xherdan Shaqiri      |     | 78' |
| Treinador:      |    |                      |     |     |
| Ottmar Hitzfeld |    |                      |     |     |

| G              | 18 | Noel Valladares   |     |     |
| LD             | 16 | Mauricio Sabillón |     |     |
| Z              | 2  | Osman Chávez      | 64' |     |
| Z              | 5  | Víctor Bernárdez  |     |     |
| LE             | 3  | Maynor Figueroa   |     |     |
| M              | 8  | Wilson Palacios   | 89' |     |
| M              | 6  | Hendry Thomas     | 4'  |     |
| M              | 17 | Edgar Álvarez     |     |     |
| M              | 7  | Ramón Núñez       |     | 67' |
| A              | 10 | Jerry Palacios    |     | 78' |
| A              | 11 | David Suazo       | 58' | 87' |
| Substituições: |    |                   |     |     |
| A              | 15 | Walter Martínez   |     | 67' |
| A              | 12 | Georgie Welcome   |     | 78' |
| M              | 19 | Danilo Turcios    |     | 87' |
| Treinador:     |    |                   |     |     |
| Reinaldo Rueda |    |                   |     |     |

Homem da partida
- Noel Valladares